# Въоръжени сили на Украйна
Въоръжените сили на Украйна (на украински: Збройні сили України (ЗСУ) представляват въоръжени сили на Украйна. Те включват пет вида въоръжени сили войски: Сухопътни войски, Военноморски сили, Военновъздушни сили, Въздушнодесантни войски и Силите за специални операции.

## История
След разпадането на Съветския съюз, Украйна наследява военни сили, включващи 780 000 военни на територията си, притежаващи третия най-голям ядрен арсенал в света. През май 1992 г. Украйна подписва Лисабонския протокол, според който страната се съгласява да предаде всичките си ядрени оръжия на Русия, която да ги разруши, и да се присъедини към Договора за неразпространение на ядрените оръжия като държава без ядрени оръжия. Украйна ратифицира договора през 1994 г. и до 1996 г. страната се освобождава от всички ядрени оръжия.
Украйна предприема постоянни стъпки към намаляване на конвенционалните оръжия. Страната подписва Договора за обикновените въоръжени сили в Европа, спрямо който намалява броя на танковете, артилерията и бронираните бойни машини (военните сили са намалени до 300 000 души). Към 2006 г. страната планува да превърне наборната си военна служба в професионална доброволна армия.
Украйна играе все по-голяма роля в умиротворителни операции. На 3 януари 2014 г. украинската фрегата „Гетьман Сагайдачний“ се присъединява към антипиратската операция на Европейския съюз „Аталанта“ и е част от Военноморските сили на Европейския съюз на брега на Сомалия в продължение на два месеца. Украински войски са разположени в Косово като част от Украинско-полския батальон. Украински сили са разположени в Ливан като част от Временните сили на ООН, осигуряващи спазването на споразумението за прекратяване на огъня. Също така има батальон за поддръжка и обучение, разположен в Сиера Леоне. От 2003 до 2005 г. украински военни единици са разположени като част от международните сили в Ирак под полско командване. Общият брой на украинските военнослужещи в чужбина е 562.
Военни сили на други страни участват редовно в многонационални военни упражнения в Украйна, включително въоръжените сили на САЩ.
След като става независима, Украйна се самоопределя като неутрална страна. Страната има краткотрайни военни партньорства с Руската федерация и други страни от ОНД и партньорство с НАТО от 1994 г. В годините между 2000 и 2010 правителството се ориентира към НАТО и през 2002 г. е подписан планът за действие НАТО–Украйна, задълбочаващ кооперацията между Украйна и Алианса. По-късно е решено, че въпросът за присъединяването към НАТО трябва да бъде решен чрез национален референдум в бъдещето. Президентът Виктор Янукович счита нивото на кооперация между Украйна и НАТО за достатъчно и е против присъединяването на страната към НАТО. По време на срещата на НАТО в Букурещ през 2008 г., НАТО декларира, че Украйна ще стане член на НАТО когато пожелае и отговаря на критериите за членство.

## Сухопътни войски
- Оборудване на украинските сухопътни войски към 2020 г.
- БМ „Оплот“
- Т-64БМ „Булат“
- Бронетранспортьора от типовете БТР-4.
- Ми-24
- Козак-2
- БМП-2
- КРАЗ-6322

## Военновъздушни сили
- Настоящо въоръжение на ВВС
- Изтребители Су-27
- Изтребител МиГ-29
- Щурмови самолет Су-25
- Фронтови бомбардировач Су-24
- Учебно-тренировъчни самолети L-39
- Транспортни самолети Ил-76
- Транспортни самолети Ан-26
- Безпилотен летателен боен апарат Байрактар TB2

## Военноморски сили
- Въоръжение на военноморските сили
- Фрегата „Гетьман Сагайдачний“
- P190 „Славянск“
- Спасителен кораб „Александър Охрименко“
- „Гюрза-М“
- Многоцелеви хеликоптер Ка-27

## Мисии, военни операции зад граница

### Военната операция в Ирак
В хода на Войната в Ирак през 2003 година Украйна се включва в т.нар. „коалиция на желаещите“ и изпраща собствен контингент в Ирак, който се установява в град Кут. Завръща в Украйна през 9 декември 2008 г.

### Операция „Северен сокол“
Съвместна украинско-датска операция за превоз на гориво и други товари от въздушна база Туле до датската полярна станция Норд.

### Украински мироопазващи мисии
| Номер | Период                           | Организация                                                                                      | Държава                      | Персонал                | Жертви | Статус      |
| ----- | -------------------------------- | ------------------------------------------------------------------------------------------------ | ---------------------------- | ----------------------- | ------ | ----------- |
| 1     | 1992 – 1995                      | UNPROFOR                                                                                         | Югославия                    | 1303                    | 15     | завършен    |
| 2     | 1993                             | Украинска хуманитарна мисия в Грузия                                                             | Грузия                       | 131                     | 0      | завършен    |
| 3     | 1994 – 2000                      | Мисия на ООН в Таджикистан                                                                       | Таджикистан                  | 21                      | не     | завършен    |
| 4     | 1995 – 1999                      | НАТО (IFOR), НАТО, (СФОР)                                                                        | Босна и Херцеговина          | 400                     | 2      | завършен    |
| 5     | 1995 – 1999                      | (UNPREDEP)                                                                                       | Северна Македония            | 1                       | не     | завършен    |
| 6     | 1996 – 1998                      | (UNTAES)                                                                                         | Хърватия                     | 511                     | не     | завършен    |
| 7     | 1996 – 1999                      | MONUA                                                                                            | Ангола                       | 216                     | 1      | завършен    |
| 8     | 1996 – 2002                      | UNMOP                                                                                            | Хърватия                     | 2                       | не     | завършен    |
| 9     | 1997                             | MINUGUA                                                                                          | Гватемала                    | 8                       | не     | завършен    |
| 10    | 1998 – 2001                      | (Kosovo Verification Mission)                                                                    | Косово                       | 23                      | не     | завършен    |
| 11    | 1999 – по т.ч                    | НАТО КФОР                                                                                        | Косово                       | 40                      | 4      | продължава  |
| 12    | 1999 – 2005                      | Мисия на ОССЕ в Грузия                                                                           | Грузия                       | 530                     | не     | завършен    |
| 13    | з 2000, военен контингент с 2012 | MONUC                                                                                            | Демократична република Конго | 13                      | не     | продължава  |
| 14    | 2000 – 2006                      | UNIFIL                                                                                           | Ливан                        | 650                     | не     | завършен    |
| 15    | 2000 – 2001                      | НАТО Международни стабилизиращи сили в Афганистан                                                | Афганистан                   | 1                       | не     | завършен    |
| 16    | 2001 – 2005                      | UNAMSIL                                                                                          | Сиера Леоне                  | 530                     | 6      | завършен    |
| 17    | 2003                             | Хуманитарна мисия в щата Кувейт (UNIKOM)                                                         | Кувейт                       | 448                     | не     | завършен    |
| 18    | 2004 – 2008                      | Украинска миротворческа мисия в Етиопия и Еритрея                                                | Етиопия · Еритрея            | 7                       | не     | завършен    |
| 19    | 2005 – 2011                      | Мисия на ООН в Судан                                                                             | Судан                        | 11                      | не     | завършен    |
| 20    | 2005 – 2008                      | НАТО Украинска мироопазваща мисия в Ирак                                                         | Ирак                         | 1690                    | 18     | завършен    |
| 21    | 2007 – 2014                      | НАТО Международни стабилизиращи сили в Афганистан                                                | Афганистан                   | 30                      | не     | завършен    |
| 22    | 2008 – 2009                      | Мисия на ООН в Грузия                                                                            | Грузия                       | 37                      | не     | завършен    |
| 23    | 2003 – 2018                      | Мисия на ООН в Либерия                                                                           | Либерия                      | 275                     | 5      | завършен    |
| 24    | з 2011                           | Операция на ООН в Кот д'Ивоар                                                                    | Бряг на слоновата кост       | 56                      | 1      | продължава  |
| 25    | з 2019                           | MINUSMA                                                                                          | Мали                         | до 20                   |        | се подготвя |
| 26    | от 1998                          | Съвместни мироопазващи сили в зоната за сигурност на Приднестровския регион на Република Молдова | Молдова                      | 10 (военни наблюдатели) | не     | текущ       |